# Syndrome du nid vide
 (décembre 2017).
 Mise en garde médicale
Le syndrome du nid vide est un sentiment de tristesse et de solitude que ressentent les parents lorsque leurs enfants quittent la maison pour la première fois, par exemple pour vivre seuls ou fréquenter un collège ou une université. 
Comme le départ des jeunes adultes de la maison familiale est un événement normal, les symptômes du syndrome du nid vide ne sont souvent pas reconnus. Cela peut entraîner une dépression et une perte de motivation pour les parents, puisque le départ de leurs enfants du « nid » entraîne des ajustements dans leur vie. Le syndrome du nid vide est particulièrement fréquent chez les mères à temps plein.